# Ulei esențial

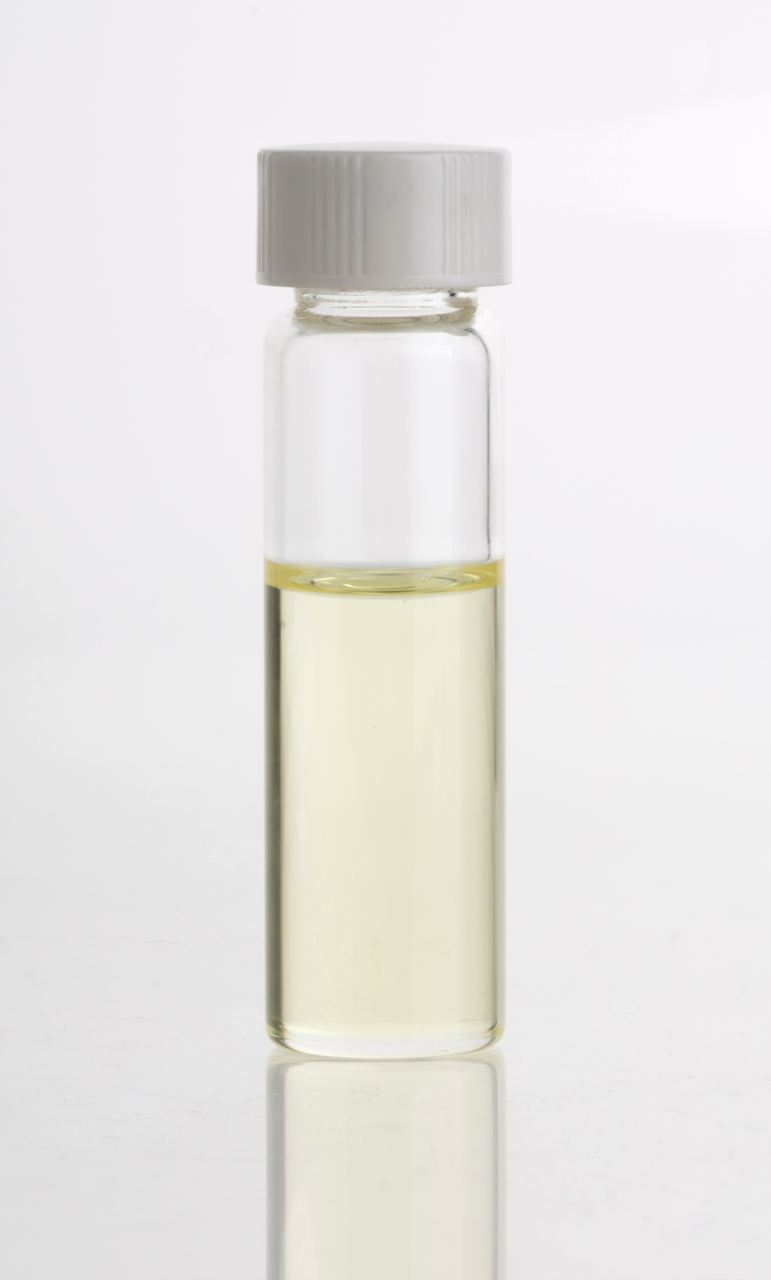
Un flacon de sticlă care conține ulei de lemn de santal

Un ulei esențial este un lichid hidrofob concentrat conținând compuși volatili de aromă din plante. Uleiurile esențiale sunt, de asemenea, cunoscute sub numele de uleiuri volatile, uleiuri eterice sau pur și simplu ca „ulei de” planta din care au fost extrase, cum ar fi uleiul de cuișoare. Un ulei este „esențial”, în sensul că acesta poartă un miros distinctiv, sau esența plantei.
Plantele elaborează uleiuri esențiale cu scopul de a se feri de boli, de a îndepărta dăunătorii sau pentru a atrage insectele care ajută plantele în procesul de polenizare.
Uleiurile se găsesc în diferite părți ale plantei precum:
- în flori, în cazul levănțicii, iasomiei sau trandafirilor
- în întreaga plantă, acesta este cazul eucaliptului sau leurdei
- în frunze, în cazul roiniței
- în lemn, exemplu: santal
- în rădăcină, vetiverul
- în rășina produsă de arbore: smirna, tămâia
- în coaja fructelor, îndeosebi la citrice: lămâie, portocală, bergamotă

În țesutul vegetativ, uleiurile esențiale se găsesc în celulele sferice sau în diferitele canale și cavități ale parenchimului; iar în flori se găsesc în glandele odorifere.